# Chiafrø
Chiafrø, eller bare chia, er navnet på frø af planten Salvia hispanica. Den voksede vildt i Mellemamerika, men blev taget ind til dyrkning af flere oprindelige folk: bl.a. toltekerne og aztekerne. Frøene har et højt indhold af planteolier, især de flerumættede omega 3-olier. Derfor betragtes de som en slags "superfood".

## Historie
Cirka 2600 f.Kr. begyndte man at bruge chiafrø som en del af befolkningens basisføde i det område, der dækkes af det nuværende Mexico og Guatemala, hvor planten (Salvia hispanica) var vildtvoksende. Frøene var sammen med frø af amarant (Amaranthus hypochondriacus), en dyrket variant af gåsefod (Chenopodium berlandieri ssp. nuttalliae), majs (Zea mays) og bønne (Phaseolus vulgaris) befolkningens basismad, men da spanierne nåede til Mellemamerika, forbød de dyrkning af planten. Egnen langs bredden af Pátzcuarosøen er dog endnu i dag hjemsted for den oprindelige variant af chiafrø.

## Næringsindhold
Chiafrø indeholder masser af protein, kostfibre, vitaminer, mineraler, planteolier (op mod 40 %) og antioxidanter. I frøene findes også mineralerne magnesium, kalcium, jern og zink. Desuden har de et indhold af vitamin A (retinol) og flere af B-vitaminerne (henholdsvis tiamin, riboflavin og niacin).
| Chia (Salvia hispanica), tørre frø (indhold pr. 100 g af fordøjelig føde, ifølge ”Nutritional data”) |                      |                           |                        |
| vand: 4,9 g                                                                                          | aske: 4,9 g          | kostfibre: 37,7 g         | energiindhold: 2052 kJ |
| proteiner: 15,6 g                                                                                    | fedtstoffer: 30,8 g  | kulhydrater i alt: 53,6 g | sukkerarter: 15,9 g    |
| mineraler                                                                                            |                      |                           |                        |
| kalium: 712 mg                                                                                       | fosfor: 766 mg       | calcium: 669 mg           | mangan: 2,2 mg         |
| natrium: 11 mg                                                                                       | kobber: 1 mg         | jern: 8 mg                | zink: 3,5 mg           |
| fedtsyrer (i % af lipider)                                                                           |                      |                           |                        |
| α-linolensyre: 65,6-69,3                                                                             | linolsyre: 16,6-19,7 | palmitinsyre: 5,5-6,2     | oleinsyre: 5,3-5,8     |

Det påstås, at sammen med vitaminerne og de andre fedtstoffer er indholdet af omega 3-olier (her: linolsyre og α-linolensyre) frøenes mest værdifulde egenskab. Frøene indeholder også en betydelig andel kulhydrater, hvoraf størstedelen er uopløselige og kun 3 % er opløselige.

## Anvendelse
Da frøene er næsten uden smag, kan man tilsætte dem i næsten enhver slags mad. Man anbefaler ofte at bruge chiafrø i grød, yoghurt, skyr eller smoothies. Man kan også lave budding eller gelé af chiafrø – eftersom de indeholder rigeligt med gelédannende fibre. Det sker ved at lægge frøene i blød i vand, mælk eller anden væske.
Det er muligt at spire chiafrø på samme måde som karse, og ligesådan bruge dem til garniture. Spirernes smag minder også om karse, skønt lidt mildere og med en antydning af bitterhed.

## Kritik
Forskning om chiafrø er forholdsvis begrænset, og det har ført til anbefalinger om begrænsninger i anvendelsen. F.eks. tillader EU at chiafrø indgår med maksimalt 10 % ved kommercielt fremstilling af brød, morgenmadsprodukter og frugt/nødde-blandinger. Desuden skal anbefales et maksimal daglig indtag på 15 g chiafrø på salgsforpakning.

## Galleri
|  |  |  |  |

## Eksterne links
- Mer om Chiafrön Arkiveret 8. august 2018 hos  Wayback Machine (svensk) - mest salgsreklame
- AOCS: Chia: Superfood or superfad? Arkiveret 26. april 2018 hos  Wayback Machine (engelsk) - grundig gennemgang af facts
- Bettina Levecke:  Chia-Samen Superfood - super gut? (tysk) - sammenligning med hørfrø og nødder
- Forbrugerrådet Tænk: Chiafrø: Er de egentlig sunde? - afvejning af chiafrøs virkning på sundheden
- Voksne kvinder: Tænk dig om inden du fylder dig med chiafrø – chiafrø absorberer op til 27 gange deres egen vægt i vand